# Десяк, Ольга Фёдоровна
Ольга Фёдоровна Десяк (укр. Ольга Федорівна Десяк, 21 сентября 1940 год, село Терновка) — звеньевая колхоза «Украина» Крыжопольского района Винницкой области. Герой Социалистического Труда (1966). Депутат Верховного Совета УССР 9 — 10 созывов.

## Биография
Родилась 21 сентября 1940 года в крестьянской семье в селе Терновка (сегодня — Крыжопольский район, Винницкая область). В 1954 году окончила в родном селе семилетнюю школу, после чего стала работать в колхозе «Украина» Крыжопольского района. Среднее образование получила через двадцать лет. В 1959 году назначена звеньевой свекловодческой бригады и с 1962 года — звеньевой бригады кукурузоводов.
Звено Ольги Десяк ежегодно собирала по 80 — 100 центнеров кукурузы с каждого гектара. В 1966 году удостоена звания Героя Социалистического Труда. В 1972 году вступила в КПСС. Избиралась депутатом Верховного Совета УССР 9 и 10 созывов.
После выхода на пенсию проживает в селе Терновка Крыжопольского района.
В Крыжополе установлен бюст Ольги Десяк.

## Награды
- Герой Социалистического Труда — указом Президиума Верховного Совета СССР от 23 июня 1966 года
- Орден Ленина
- Орден Трудового Красного Знамени (1971)
- Орден Октябрьской Революции (1973)